# 上原ちえ
上原 ちえ（うえはら ちえ、本名：上田 知恵、1985年1月31日 - ）は、日本のファッションモデル。
「Chie」名義時は、ZOOMに所属していた。	
東京都大田区出身。

## 主な出演作品

### 映画
- 真・女立喰師列伝 - 歌謡の天使 クレープのマミ （2007年11月、押井守監督）

### CM
- 「アサヒビール 新生3」PV（2006年3月）

### 雑誌
- TBC（TOKAIWalker、2006年5月）
- TOKYO★1週間『宮村浩気のモテ番長の晩餐』（2006年11月 - ）

### インターネット
- 楽天仕事市場「DOMO」（2006年6月）
- 講談社VoCEオフィシャルブログ「VoCE大好き★上原ちえのビューティハニー!」「iVoCE」（2007年8月 - ）

### ファッション
- ゴールドウイン専属Fittingモデル（2006年5月 - ）
- ISSEY MIYAKE専属 Fittingモデル（2006年9月 - ）
- LOVE ESSNSEウェディングファッションショー（2007年9月、Zepp Nagoya）